# Carlos Cardoso (journaliste)
Pour les articles homonymes, voir Carlos Cardoso et Cardoso.
Carlos Cardoso, né à Beira en 1951 et mort à Maputo le 22 novembre 2000, est un journaliste mozambicain. Il a été assassiné à la suite de la publication d'un article d'investigation sur la corruption liée à la privatisation de la plus grande banque du Mozambique.

## Biographie
Fils d'un Portugais immigré au Mozambique colonial, propriétaire d'une entreprise de transformation de produits laitiers, Carlos Cardoso va à l'école au Mozambique, puis au lycée en Afrique du Sud où il fréquente ensuite l'université du Witwatersrand.

### Filmographie
- (en) Carlos Cardoso: An Independent Spirit, film documentaire (2001)